# Budomierz
Budomierz (lub Budomierz Duży, w latach 1977–1981 Zawada) – wieś w Polsce położona w województwie podkarpackim, w powiecie lubaczowskim, w gminie Lubaczów.
W latach 80. XIX wieku wieś zamieszkana była przez grekokatolików (536 osób) i izraelitów (15 osób).
W II Rzeczypospolitej wieś w powiecie jaworowskim województwa lwowskiego.
W latach 1944–1945 nacjonaliści ukraińscy z OUN-UPA zamordowali tutaj 10 Polaków, w tym 2 żołnierzy WOP.
W latach 1975–1998 miejscowość administracyjnie należała do województwa przemyskiego.
Wierni Kościoła rzymskokatolickiego należą do parafii Przemienienia Pańskiego w Krowicy Samej.

## Transport
W dniu 2 grudnia 2013 r. otwarto przejście graniczne Budomierz-Hruszew. Drogowe, polsko-ukraińskie przejście graniczne Budomierz-Hruszów jest czwartym przejściem w województwie podkarpackim, a siódmym na granicy polsko-ukraińskiej. Jest w całości zlokalizowane po polskiej stronie i kontroli granicznych dokonują w tym miejscu zarówno polskie, jak i ukraińskie służby graniczne. Przeznaczone jest dla całodobowego, międzynarodowego ruchu osobowego i samochodowego o dopuszczalnej masie całkowitej do 3,5 t, z wyłączeniem ładunków podlegających kontroli weterynaryjnej, fitosanitarnej oraz ładunków niebezpiecznych. Na przejściu granicznym usytuowanych jest 9 pasów ruchu na kierunku wjazdowym do Polski (5 ruch osobowy, 2 ruch ciężarowy do 3,5 t i 2 ruch autobusowy) i 8 pasów ruchu na kierunku wyjazdowym z Polski (5 ruch osobowy, 2 ruch ciężarowy do 3,5 t oraz pas dla ruchu autokarów). Budowa przejścia rozpoczęła się w 2010 r. i trwała trzy lata.